# Ліптовський Мікулаш
Ліпто́вський Мі́кулаш (Ліпто́вски-Мі́кулаш; словац. Liptovský Mikuláš, вимоваⓘ, до 1952 р. словац. Liptovský Svätý Mikuláš, нім. Liptau-Sankt-Nikolaus, Sankt Nikolaus in der Liptau, угор. Liptószentmiklós) — місто, громада в окрузі Ліптовський Мікулаш, Жилінський край, центральна Словаччина. Розташоване між Високими Татрами та Низькими Татрами, на річці Ваг. Кадастрова площа громади — 69,968 км².

## Історія
З другої половини X століття по 1918 рік місто було частиною Угорського королівства. Місто Мікулаш (угор. Liptószentmiklós) вперше згадується 1286 року в королівській справі короля Ладіслава IV. Перший письмовий запис зі згадкою про церкву Святого Мікулаша, яка мала стати основним елементом поселення, датується 1299 роком. Церква Святого Мікулаша є найстарішою спорудою міста.
З XIV століття місто отримало велике економічне значення. З 1677 року воно стало центром Ліптову. У 1713 році тут був прилюдно страчений відомий «словацький Робін Гуд» Юрай Яношік (1688—1713). 1848 року в місті були підписані Вимоги Словацького Народу.
У наші дні Ліптовський Мікулаш — важливий промисловий і туристичний центр північної Словаччини. Тут розташована Академія збройних сил, що названа на честь генерала Мілана Растіслава Штефаника (словац. Akadémia ozbrojených síl generála Milana Rastislava Štefánika).

## Географія
Протікають річки:
- Андицький потік
- Брестовіна[5]
- Іляновянка
- Лажтек[6][7][8]
- Мутник[9]
- Околічнянка[10]
- Плоштинка[11]
- Стошянка[12]

### Місцевості
Місто складається з наступних мікрорайонів (колишніх сіл, місцевостей ?):
| - Andice (з 1920 приєднано до Benice) - Benice (з 1976) - Bodice (з 1976) - Demänová (з 1976) - Iľanovo (з 1976) - Liptovská Ondrašová (з 1960) - Liptovský Mikuláš | - Nábrežie-Vrbica (об'єднано з Vrbica 1923 р.) - Okoličné (з 1971) - Palúdzka (з 1960) - Ploštín (з 1976) - Stošice (з 1882 приєднано до Okoličné) - Vitálišovce (з 1924 приєднано до Okoličné) |

## Пам'ятки культури
- палац «Враново» в міській частині Палудзка, де був увязнений легендарний опришок Юрай Яношік.
- будинок «Чорний орел» — колишній заїздний двір з гостинницею, пізніше служив як театральна сцена. Культурна пам'ятка національного значення, у якій відбуваються вистави картин
- сецесійний будинок Гімназії М. М. Годжі з 1914—1916 рр.
- Словацький музей охорони природи та печер
- музей Янка Краля
- Галерея Петра Богуня

### Храми
- костел св. Мікулаша з 1280 р.
- протестантський костел з 1783—1785 рр.
- костел св. Петра з Алкантари з 1476—1492 рр.
- синагога з 1842—1846 рр.

## Розваги
Ліптовський Мікулаш є великим туристичним центром для прихильників активних видів спорту. Зимою сюди приїжджають шанувальники зимових видів спорту, влітку — любителі води та рибалки, яких приваблює водосховище Ліптовська Мара. Тут також розташований один з найкрасивіших та найбільших аквапарків Європи — аквапарк Татраландія.

## Спорт
- хокейний клуб МХК 32 Ліптовський Мікулаш виступає в Словацькій Екстралізі.
- спортивний ареал слаломного каякінгу на р. Ваг, із спортивним клубом «KTK Дукла Ліптовський Мікулаш»
- футбольний клуб «МФК Татран Ліптовський Мікулаш» виступає в І. словацькій футбольній лізі.

## Міський громадський транспорт
Автобусна станція розташована у безпосередній близькості від залізничного вокзалу на вулиці Штефанікова. Вона розділена на два посадкові острови з 16 посадковими пунктами та двома внутрішніми станціями. Частину території автостанції займають також автостоянка, стоянка таксі, автозаправна станція та стоянка автобусів ARRIVA Liorbus.
У місті є 13 ліній атобусного громадського транспорту (станом на 13 грудня 2009 року). Наприклад, з Академії збройних сил до центру міста курсує автобус 5-ї лінії. З автостанції до аквапарку Татраландія у липні-серпні можливо дістатися автобусом 13-ї лінії.
Поруч з містом проходить основна автострада Словаччини — D1. Залізничний вокзал — на головній залізниці, що поєднує міста Братислава та Кошиці. Найближчий міжнародний аеропорт розташований у місті Попрад.

## Населення
| Рік:            | 1993   | 2003    | 2013    | 2023    |
| --------------- | ------ | ------- | ------- | ------- |
| Кількість осіб: | 32 955 | 32 966  | 31 772  | 30 040  |
| Різниця:        |        | +0,03 % | -3,62 % | -5,45 % |

| Рік:            | 2022   | 2023    |
| --------------- | ------ | ------- |
| Кількість осіб: | 30 162 | 30 040  |
| Різниця:        |        | -0,40 % |

У місті проживає 32 593 особи (2009 рік).
Національний склад населення (за даними останнього перепису населення — 2001 року):
- словаки — 94,07 %
- цигани (роми) — 2,30 %
- чехи — 2,10 %
- угорці — 0,28 %
- русини — 0,05 %
- українці — 0,05 %
- поляки — 0,05 %
- німці — 0,04 %

Склад населення за приналежністю до релігії станом на 2001 рік:
- римо-католики — 34,88 %,
- протестанти (еванєлики) — 26,85 %,
- греко-католики — 0,71 %,
- православні — 0,17 %,
- не вважають себе віруючими або не належать до жодної вищезгаданої церкви — 36,76 %

### Видатні постаті
- Янко Алексі — словацький письменник та публіцист;
- Міхал Мартікан — олімпійський чемпіон у слаломному каякінгу;
- Єргуш Бача — словацький хокеїст.
- Ян Левослав Белла — словацький композитор, диригент і педагог.
- Іван Стодола (1888—1977) — словацький лікар, письменник і драматург.
- Естер Шимерова-Мартинчекова (1909—2005) — словацький живописець, художник і художник-декоратор.

## Галерея

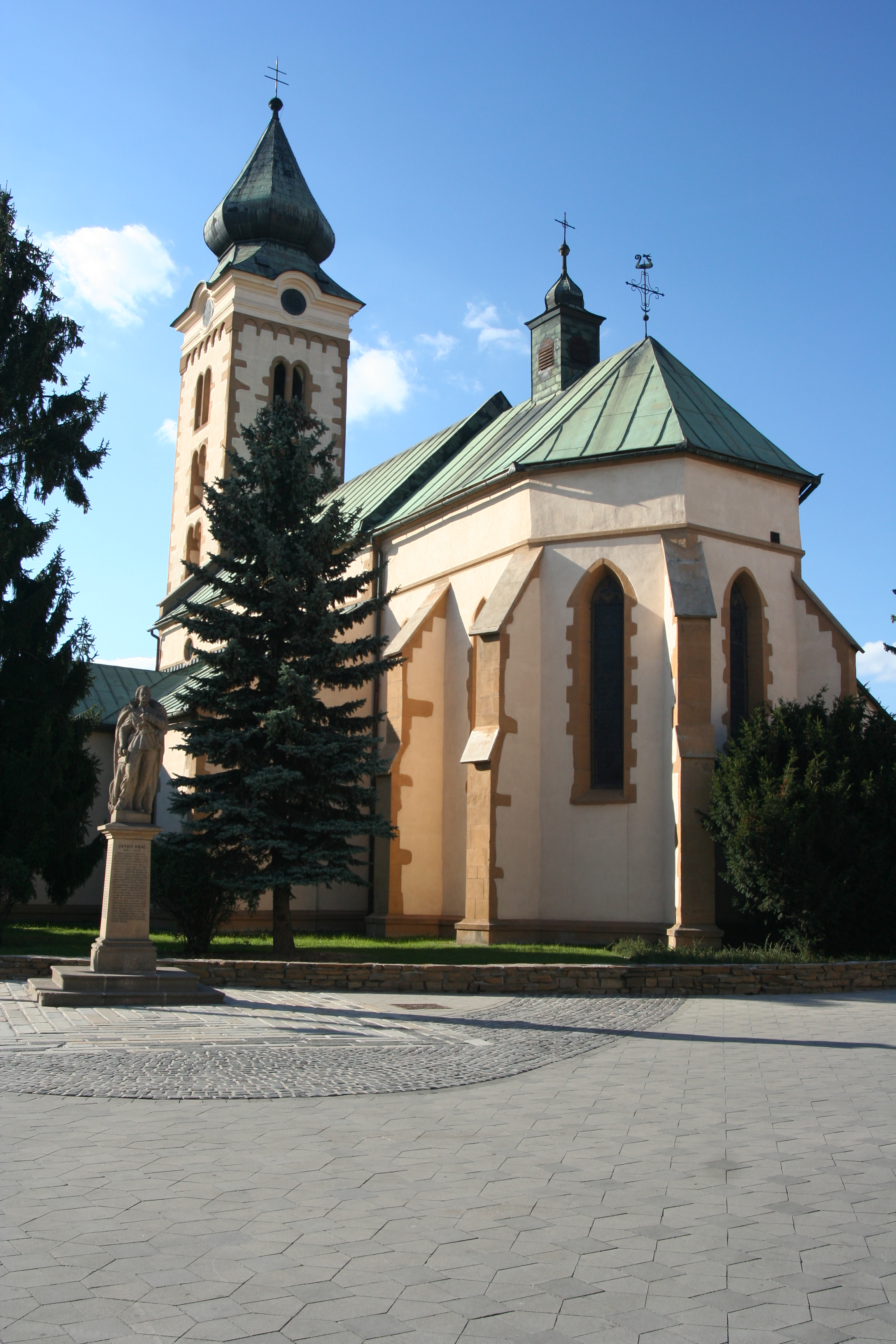
Символ міста — костел св. Мікулаша
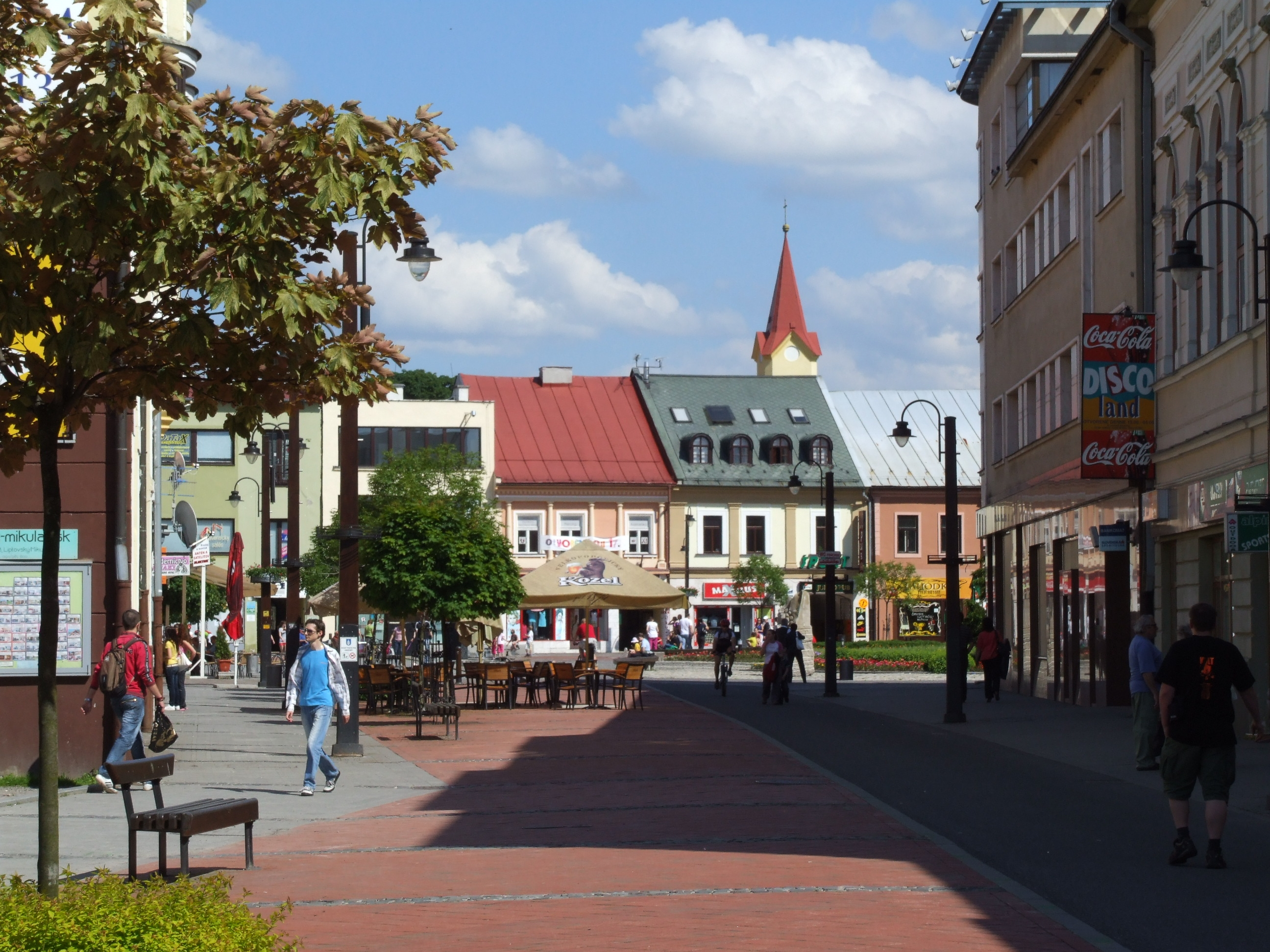
Пішоходна зона у центрі міста Ліптовський Мікулаш
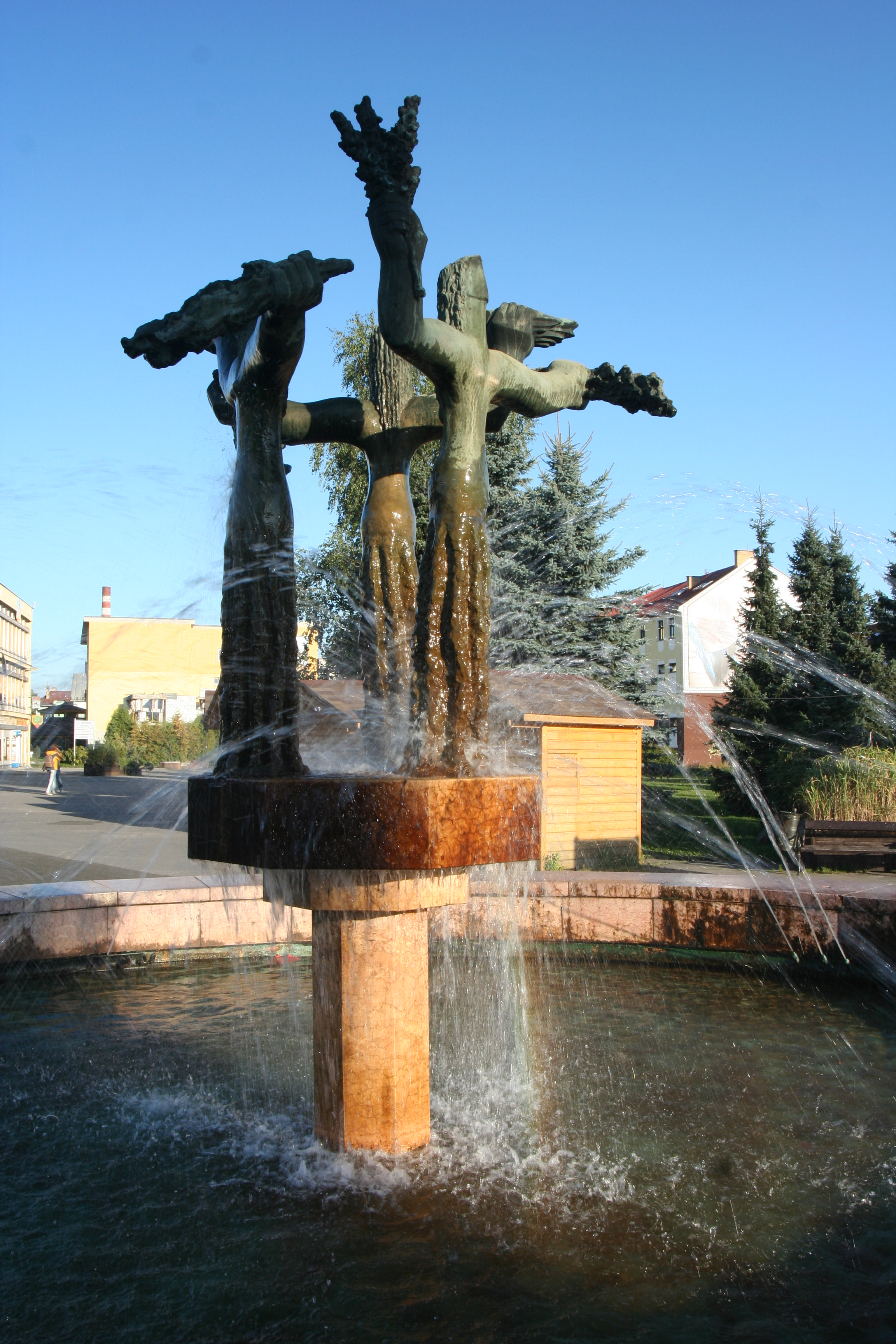
Фонтан
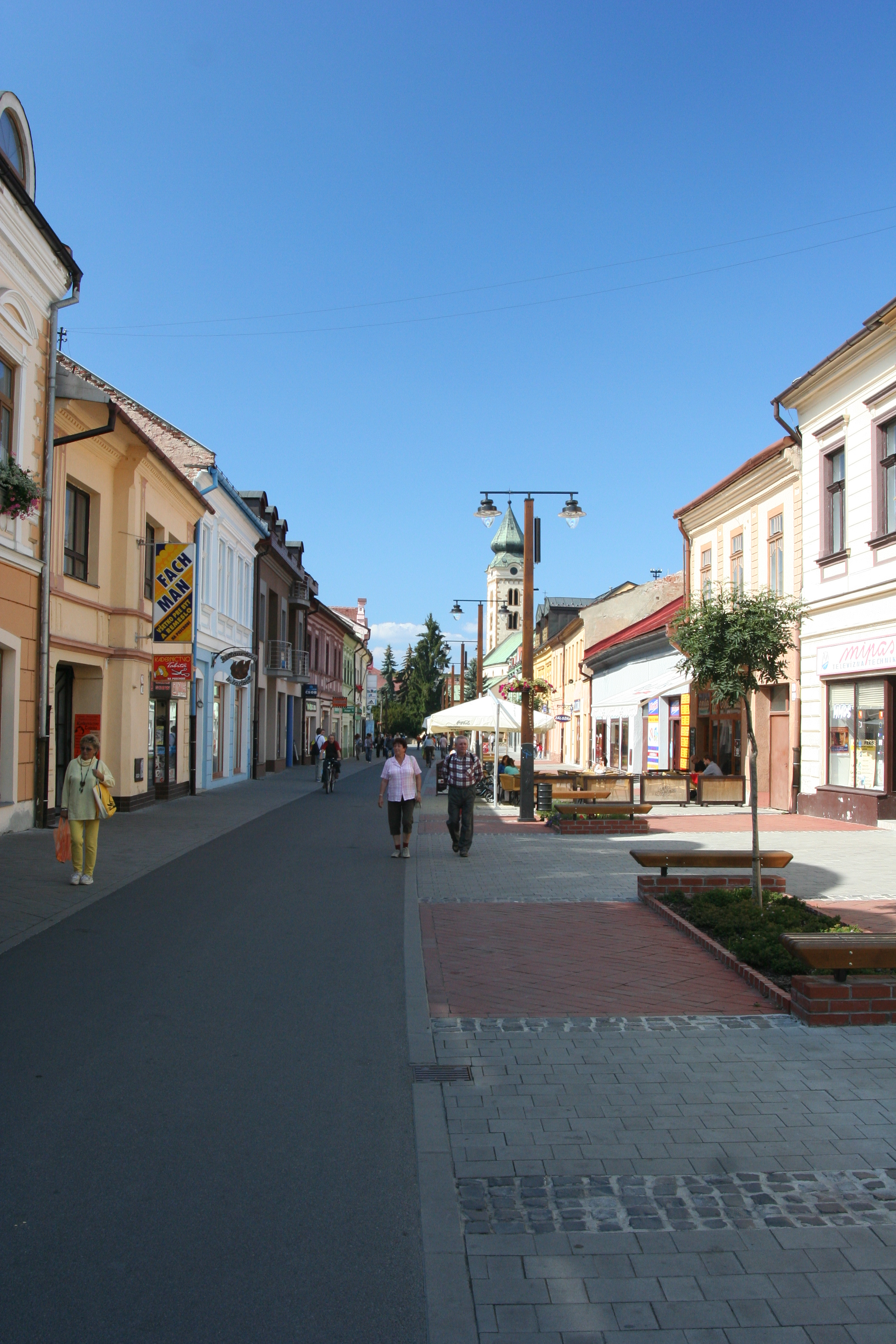
Центр міста
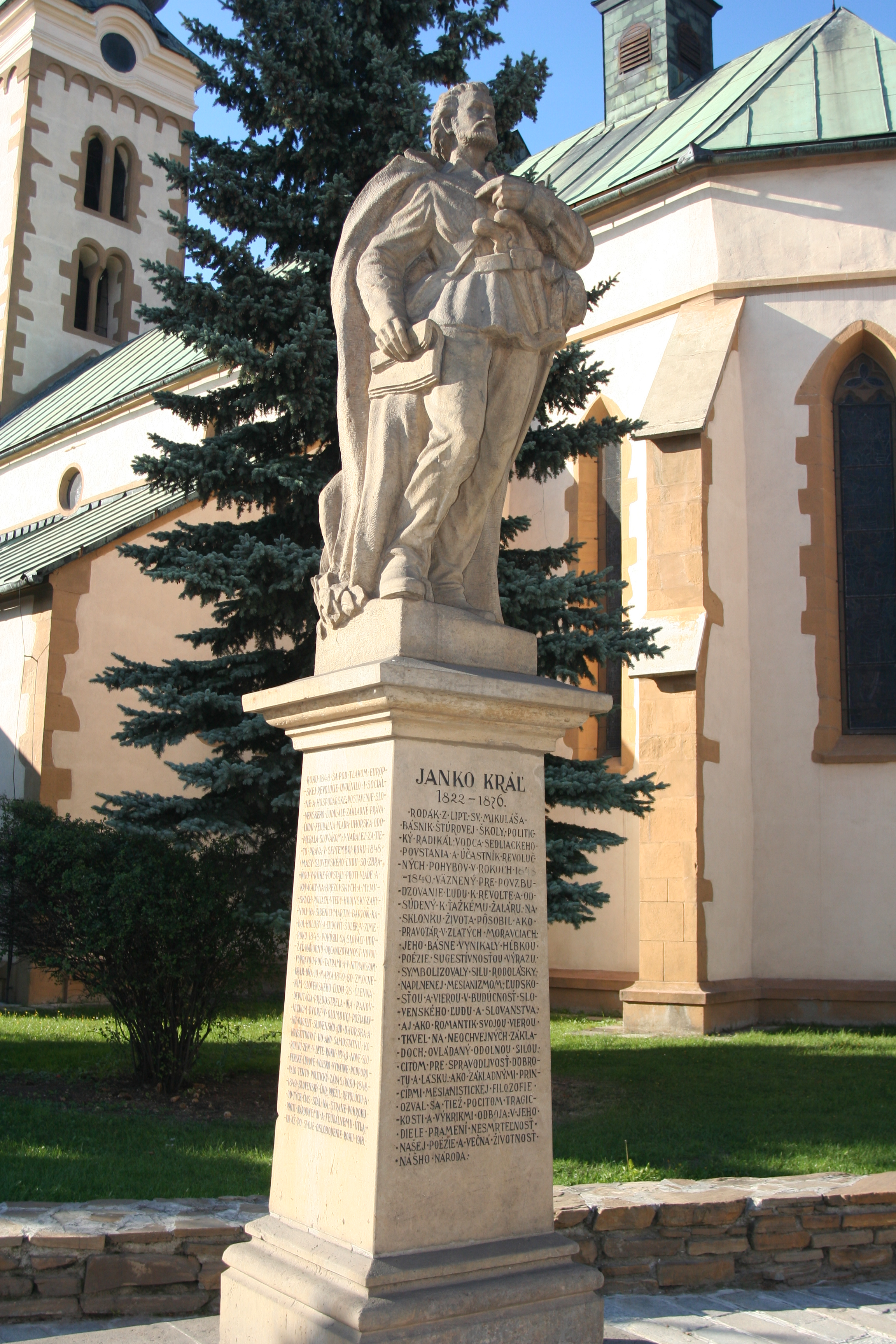
Пам'ятник Янку Кралі
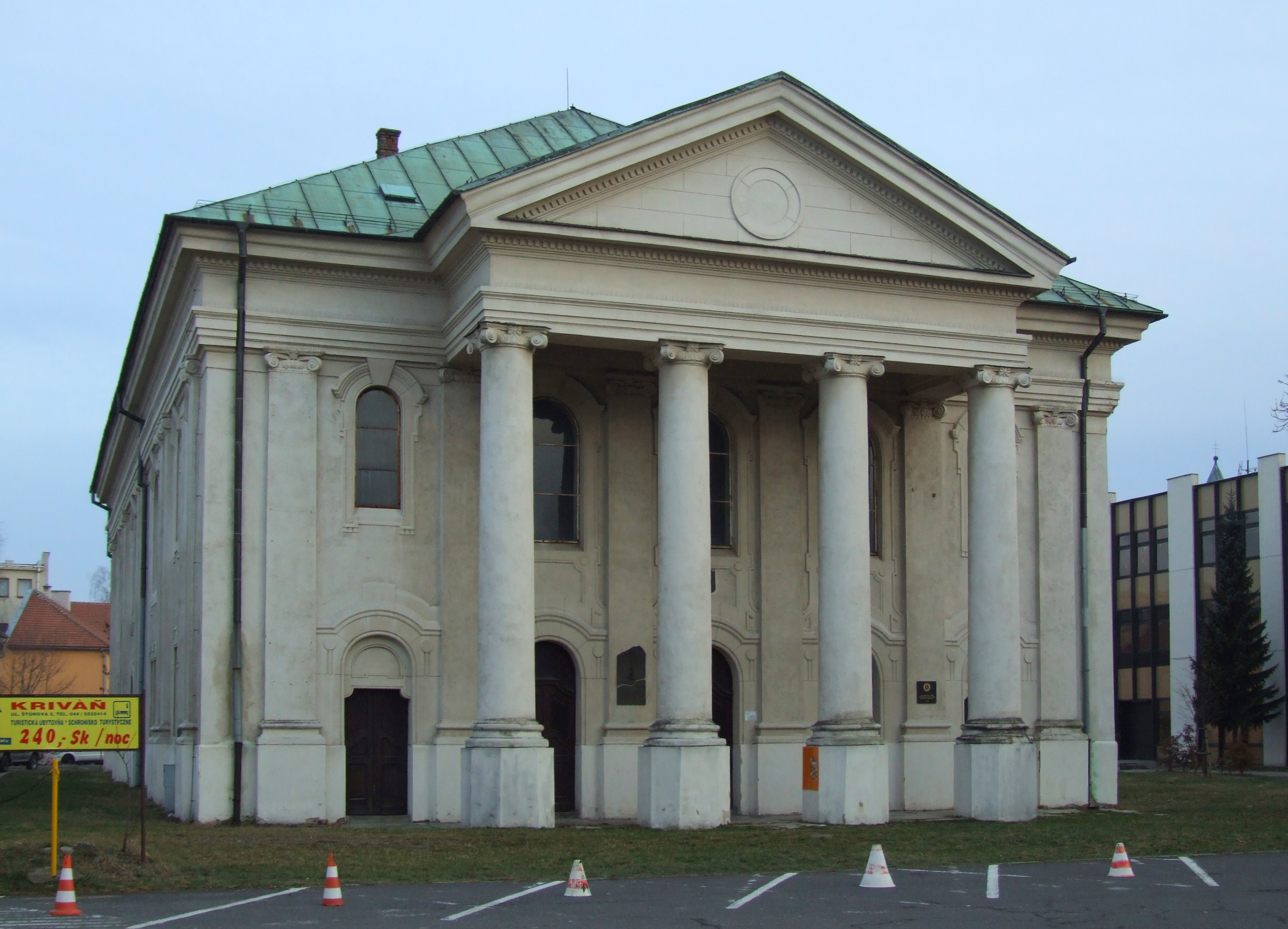
Синагога
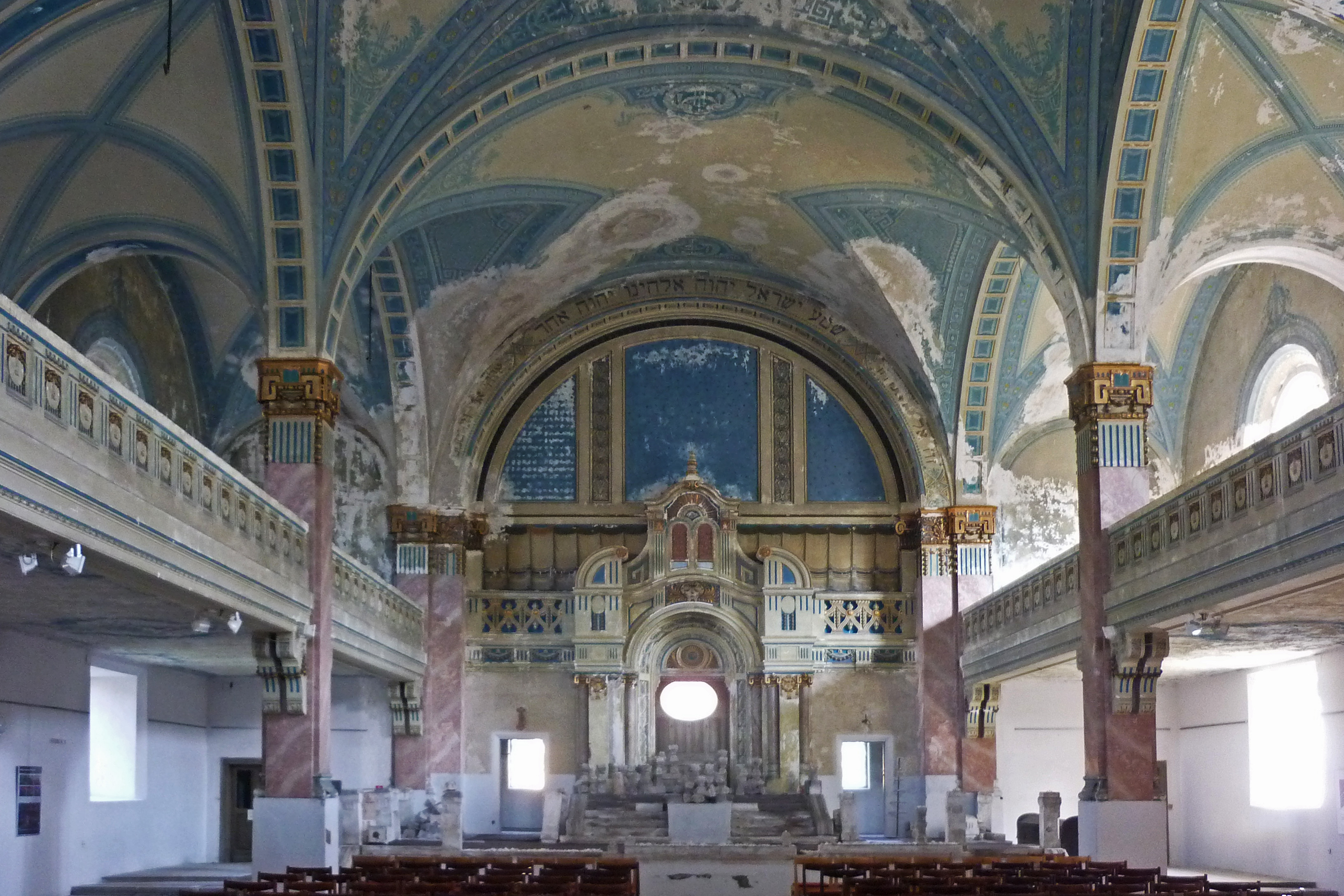
Інтер'єр синагоги
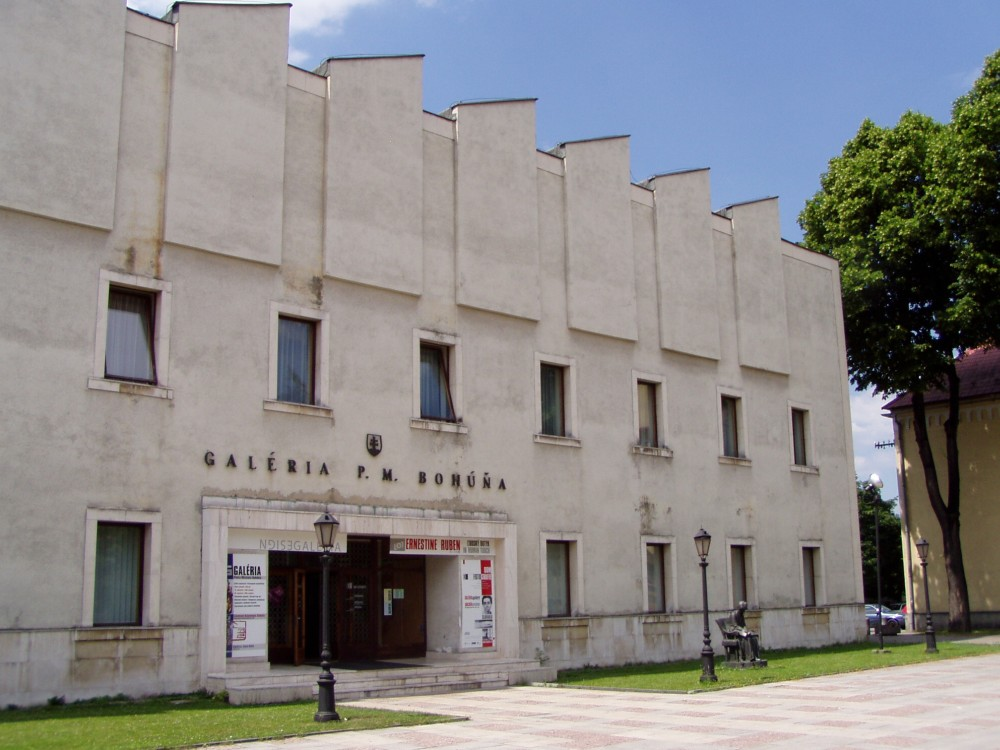
Галерея П.М. Богуня
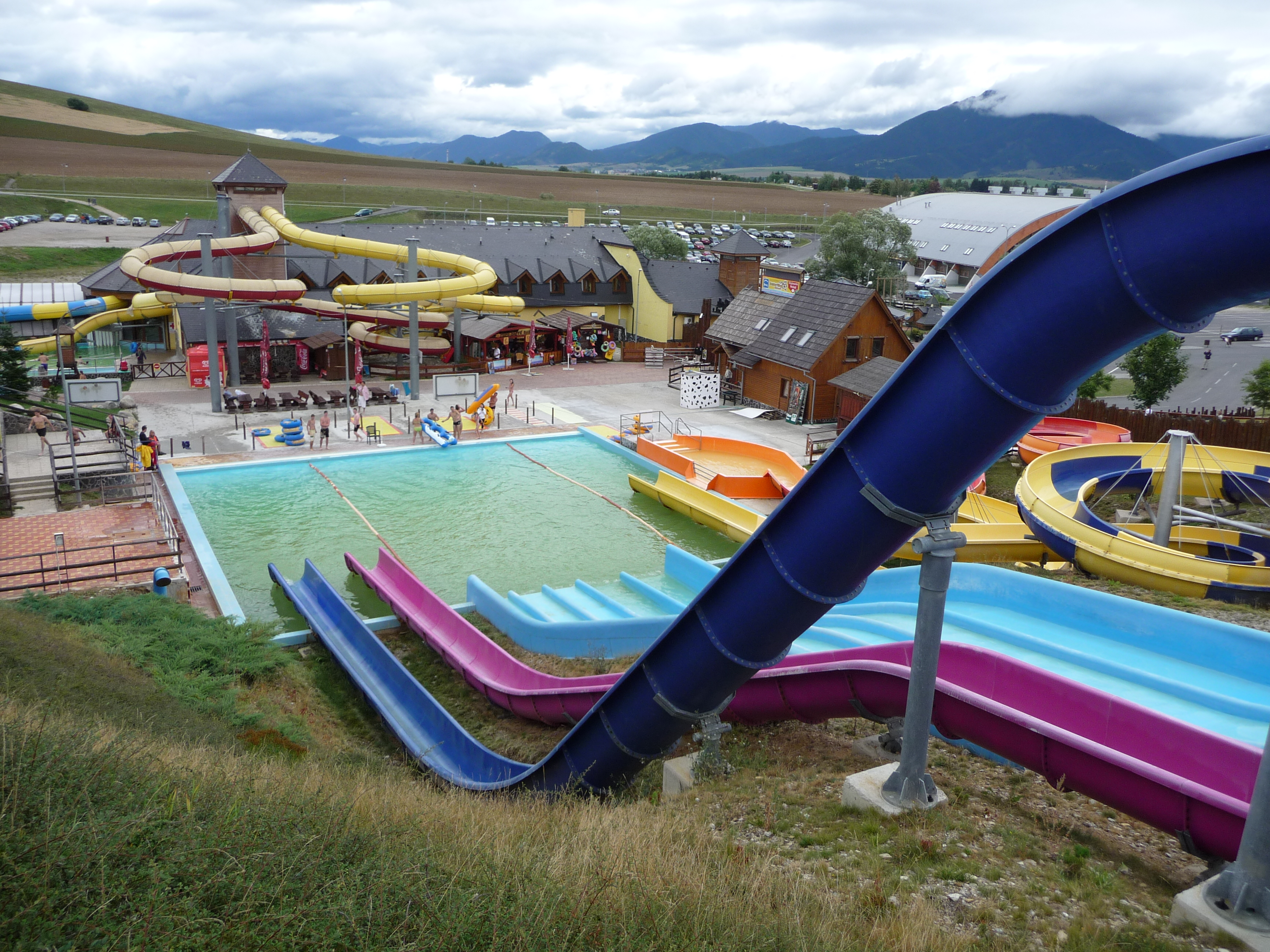
Аквапарк Татраландія
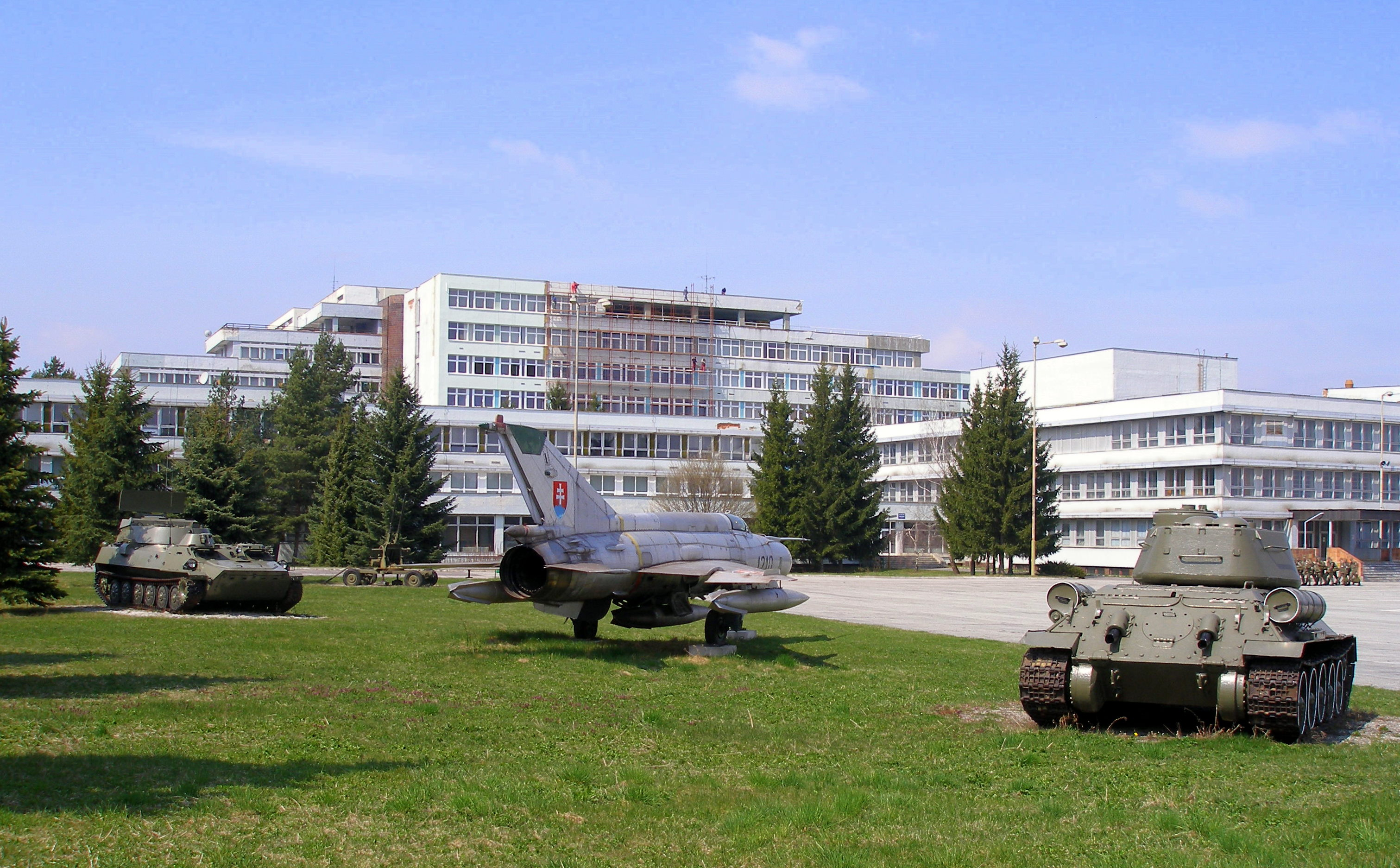
Академія збройних сил ім. генерала М.Р. Стефаніка
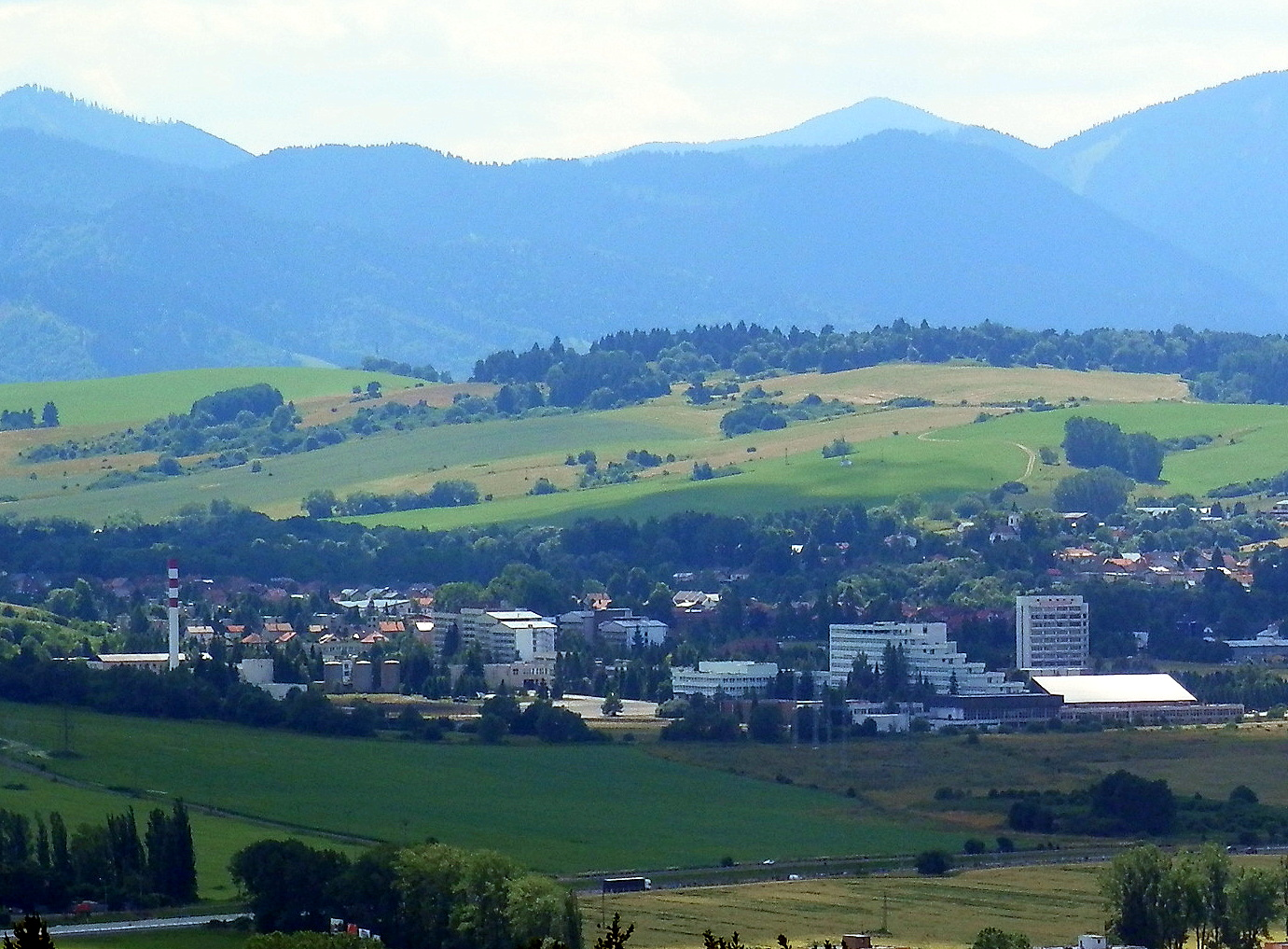
Вид на місто
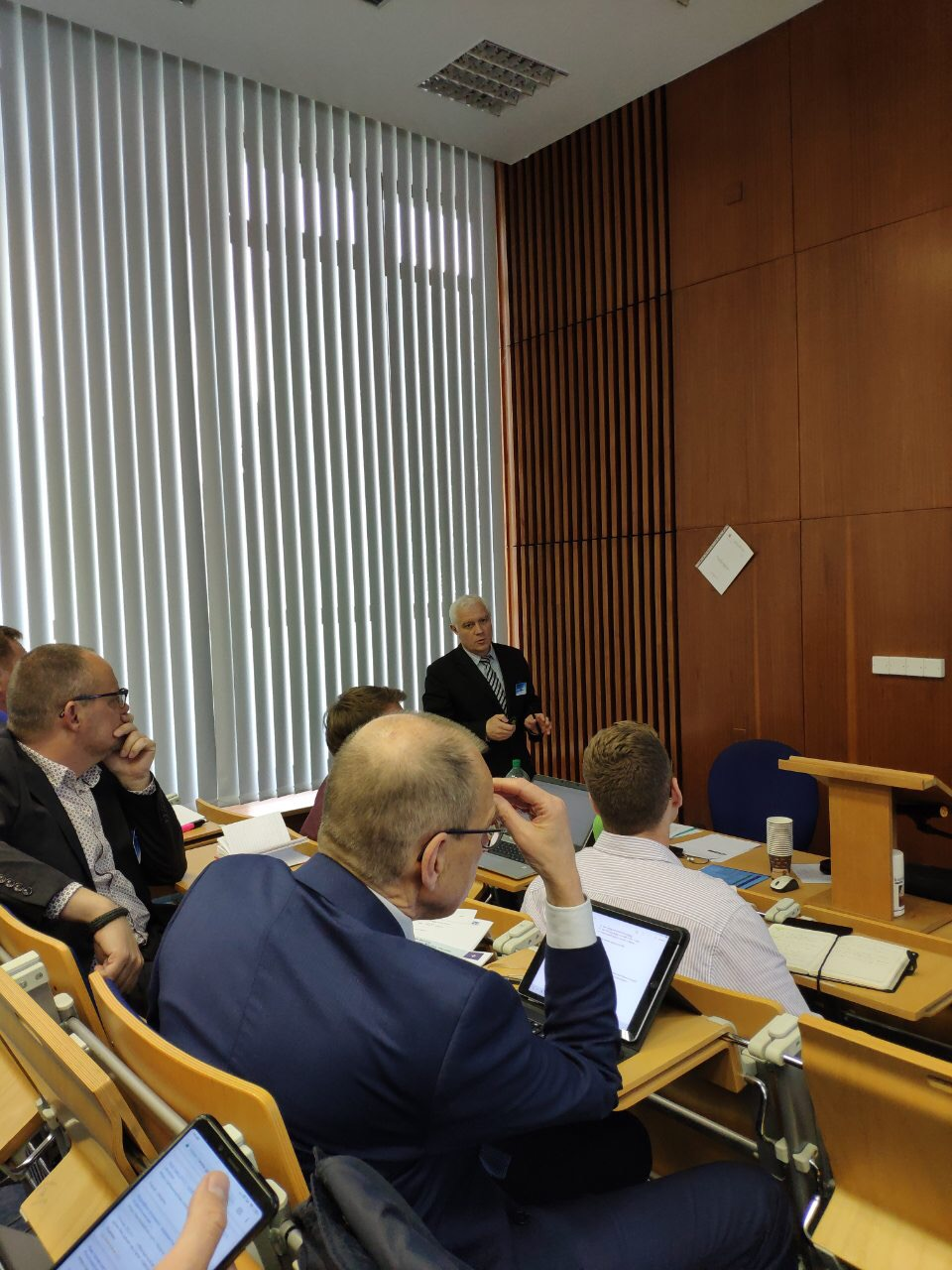
Засідання RTG AVT-290 Організації НАТО з науки та технологій у м. Ліптовський Мікулаш, травень 2019.